# Filhas dos Sagrados Corações de Jesus e de Maria (Instituto Ravasco)
As Filhas dos Sagrados Corações de Jesus e de Maria, ou Instituto Ravasco, são um instituto religioso feminino de direito pontifício: as freiras desta congregação acrescentam ao seu nome a sigla C.C.I.M..

## História

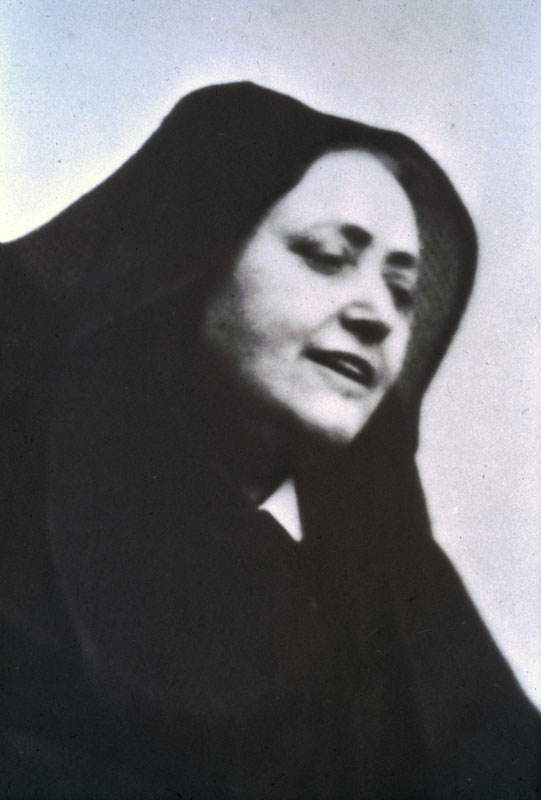
Eugenia Ravasco, fundadora da congregação

A congregação, fundada com o objetivo de educar e proteger os jovens, foi fundada em 6 de dezembro de 1868 em Gênova por Eugenia Ravasco (1845-1900) com a ajuda do padre Salvatore Magnasco. As primeiras regras do instituto foram elaboradas com a ajuda do padre jesuíta Luigi Persoglio: em 12 de janeiro de 1882, Magnasco, entretanto tornado arcebispo de Génova, erigiu as Filhas dos Sagrados Corações em congregação de direito diocesano e aprovou as suas constituições. As primeiras dezoito freiras do instituto fizeram a primeira profissão em 4 de outubro de 1884.
As Filhas dos Sagrados Corações rapidamente se espalharam por vários centros da Ligúria (a primeira filial foi aberta em Levanto em 1887) e em 1905 o Papa Pio X convidou-as a estabelecerem-se também em Roma para colaborar no trabalho de proteção das jovens.
O Instituto Ravasco obteve o decreto pontifício de louvor em 23 de novembro de 1907: as suas constituições foram aprovadas pela Santa Sé pela primeira vez em 6 de agosto de 1909 e posteriormente, após a sua revisão, em 28 de fevereiro de 1920.
A fundadora foi beatificada pelo Papa João Paulo II em 27 de abril de 2003.

## Atividades e difusão
As Filhas dos Sagrados Corações dedicam-se à educação dos jovens em escolas de diversos níveis e à assistência aos enfermos e idosos; administram albergues universitários e lares para trabalhadores e colaboram na pastoral das paróquias através da animação litúrgica, dos oratórios e do ensino do catecismo.
Estão presentes na Europa (Albânia, Itália, Suíça), nas Américas (Argentina, Bolívia, Brasil, Chile, Colômbia, México, Paraguai, Venezuela), na Costa do Marfim e nas Filipinas: a sede geral está em Roma.
Em 31 de dezembro de 2005, o instituto contava com 409 religiosas em 73 casas.